# 能登町有線テレビ放送
能登町有線テレビ放送（のとちょうゆうせんテレビほうそう）は、石川県鳳珠郡能登町が設置・運営するケーブルテレビ・インターネット接続事業の名称である。愛称はeのとネットTV（イーのとネットティービー）。
旧名称は、柳田村有線テレビ放送（やなぎだむらゆうせんテレビほうそう）で愛称は柳田ふれあいNet（やなぎだふれあいネット）。旧鳳至郡柳田村が運営していたが、2005年（平成17年）3月1日に旧能都町・内浦町と合併し鳳珠郡能登町が発足。合併に伴い、現在の名称に変更した。現在は能登町が「能登町ケーブルネットワーク条例」に基づき運営している。

## 沿革
柳田村有線テレビ放送
- 1984年（昭和59年）
  - 7月2日：石川県内で最初のケーブルテレビ局の柳田村有線テレビ放送（YJC-TV）開局、本放送を開始。
  - 7月6日：開局記念式典が行われる。柳田村ではこの日を開局日と定めている。

- 2001年（平成13年）11月16日：田園地域マルチメディア事業（農林水産省による助成事業）としてのサービスを開始。新たな愛称として柳田ふれあいNetを採用。
- 2005年（平成17年）2月22日：インターネット接続サービスを開始。

能都町有線テレビ
- 1997年（平成9年）4月1日：能都町有線テレビが開局。

能登町有線テレビ放送
- 2005年（平成17年）3月1日：能登町の合併発足に伴い、柳田村有線テレビ放送と能都町有線テレビを統合し、名称を能登町有線テレビ放送に改める。合併後も、「柳田ふれあいNet」の名称は旧柳田村でのグループウェアとして使用された。
- 2006年（平成18年）：旧内浦町でのケーブルテレビ整備、2006年度末完了を目標に着手。同時に4月1日からケーブルテレビサービスを開始。
- 2007年（平成19年）：地上デジタルテレビ放送のサービスを開始。
- 2011年（平成23年）3月31日：柳田地区における地上波・自主放送チャンネル以外の放送を終了。
  - これ以降、現行のチャンネルは地上波・自主放送の合計8チャンネルの配信（再送信）となっている。

## 所在地
能登町総務課（契約者管理などを事務全般を担当）
- 石川県鳳珠郡能登町字宇出津ト字50番地1（能登町役場内）

総務課CATV放送室
- 石川県鳳珠郡能登町字柳田仁部54番地

## サービスエリア
- 鳳珠郡能登町の全域[2]

## 主な放送チャンネル
前述のとおり、2011年3月31日で柳田地区において地上波・自主放送チャンネル以外は放送を終了している。
表の凡例
- デジタル：2011年4月以降の現行チャンネル（全地区）

### テレビ局
| デジタル | 放送局・チャンネル名 |
| -------- | -------------------- |
| 011      | NHK金沢・総合        |
| 021      | NHK Eテレ 金沢       |
| 041      | テレビ金沢           |
| 051      | 北陸朝日放送         |
| 061      | 北陸放送             |
| 081      | 石川テレビ           |
| 091      | eのとネットTV        |
| 092      | お天気チャンネル     |

### ラジオ局
ラジオの再送信は現在行っていない。いずれも柳田地区で提供されていたものである。
| ラジオ | 放送局       |
| ------ | ------------ |
| 76.4   | ラジオななお |
| 80.5   | エフエム石川 |
| 82.7   | FMとやま     |
| 83.6   | NHK FM 金沢  |

## インターネット接続・IP電話
インターネット接続サービスはラッキーネットの名称で提供されている。この回線・サービスの提供は石川コンピュータ・センターに委託している。なお、IP電話は2020年時点で新規申し込みを終了している。
旧内浦町・旧柳田村（FTTH化前の地域）
- お手軽コース 1M
- 一般コース 30M
- 高速コース 50M

旧能都町・旧柳田村（FTTH化後の地域）
- 30M
- 50M
- 100M